# ポーランド空間
数学の位相空間論において、ポーランド空間（ポーランドくうかん）とは、可分で完備距離づけ可能な位相空間のことである。すなわち、可算な稠密部分集合をもつ完備距離空間と同相な空間のことである。名前の由来は、この空間が著名なポーランド人研究者たち（例えば、ヴァツワフ・シェルピニスキ、カジミェシュ・クラトフスキ、アルフレト・タルスキなど）によって研究され始めたことによる。今日では、Borel equivalence relationなどの研究を含んだ記述集合論の研究のための基礎としても重要視されている。
ポーランド空間の例としては、実数直線、可分なバナッハ空間、カントール空間、ベール空間がある。さらに言えば、普通の距離づけでは完備でないがポーランド空間ではあるようなものも存在する。例えば、開区間 (0, 1) はポーランド空間である。
いかなる2つの不可算なポーランド空間の間にも、ボレル同型写像が存在する。すなわち、全単射でボレル構造を保つものが存在する。特に、不可算なポーランド空間の濃度は必ず連続体濃度となる。

## 性質
1. (Alexandrov's theorem) X がポーランド空間ならそのGδ部分集合もポーランド空間である。
2. (Cantor–Bendixson theorem) X がポーランド空間ならその閉部分集合は可算集合と完全集合の非交和で表せる。
3. ポーランド空間 P の部分空間 Q がポーランド空間であるのは Q が P の開部分集合列の交叉で表されるとき、かつそのときのみである。
4. 位相空間 X がポーランド空間であるのは X がヒルベルトキューブ {\displaystyle I^{N}} の開部分集合列の交叉と同相であるとき、かつそのときのみである。

次の空間はポーランド空間である：
- ポーランド空間の閉部分集合
- ポーランド空間の開部分集合
- 可算個のポーランド空間の非交和や直積
- ハウスドルフ空間のポーランド部分空間の可算交叉
- 無理数全体の集合に実数直線上の位相を導入した空間